# North Freedom
North Freedom é uma vila localizada no estado norte-americano de Wisconsin, no Condado de Sauk.

## Demografia
Segundo o censo norte-americano de 2000, a sua população era de 649 habitantes.
Em 2006, foi estimada uma população de 598, um decréscimo de 51 (-7.9%).

## Geografia
De acordo com o United States Census Bureau tem uma área de
2,3 km², dos quais 2,3 km² cobertos por terra e 0,0 km² cobertos por água. North Freedom localiza-se a aproximadamente 270 m acima do nível do mar.

## Localidades na vizinhança
O diagrama seguinte representa as localidades num raio de 16 km ao redor de North Freedom.